# Österreichischer Eiskunstlaufverband
Der Österreichische Eiskunstlaufverband (Skate Austria) wurde im Jahr 1889 gegründet. Der derzeitige Sitz des Österreichischen 
Eiskunstlaufverbandes ist im Haus des Sports in Wien.

## Olympische Erfolge
Mit insgesamt 20 Medaillen bei Olympischen Spielen, davon sieben in Gold, neun in Silber und vier in Bronze, ist der Österreichische Eiskunstlaufverband nach dem Österreichischen Skiverband der erfolgreichste olympische Verband. Österreich ist somit nach Russland und der USA die erfolgreichste Nation im Eiskunstlauf bei Olympischen Spielen.

### Olympiamedaillengewinner bei den Männern
- Willy Böckl Silber 1924, Silber 1928
- Karl Schäfer Gold 1932, Gold 1936
- Felix Kaspar Bronze 1936
- Edi Rada Bronze 1948
- Helmut Seibt Silber 1952
- Wolfgang Schwarz Gold 1968

### Olympiamedaillengewinner bei den Damen
- Herma Szabó Gold 1924
- Fritzi Burger Silber 1928, Silber 1932
- Eva Pawlik Silber 1948
- Ingrid Wendl Bronze 1956
- Regine Heitzer Silber 1964
- Trixi Schuba Gold 1972

### Olympiamedaillengewinner bei den Paaren
- Helene Engelmann und Alfred Berger Gold 1924
- Lilly Scholz und Otto Kaiser Silber 1928
- Melitta Brunner und Ludwig Wrede Bronze 1928
- Ilse Pausin und Erik Pausin Silber 1936
- Sissy Schwarz und Kurt Oppelt Gold 1956

### Olympische Einzigartigkeit
Eiskunstlauf ist die einzige olympische Disziplin, die als Disziplin sowohl bei Olympischen Sommerspielen als auch bei Winterspielen ausgetragen wurde. Noch bevor die ersten Olympischen Winterspiele im Jahr 1924 in Chamonix stattfanden, war Eiskunstlaufen bereits 1908 bei den Sommerspielen in London und 1920 in Antwerpen olympisch. 
Somit hat der Österreichische Eiskunstlaufverband national die Einzigartigkeit, dass er mit der gleichen Sportart und Disziplin sowohl bei Olympischen Sommer- als auch Winterspielen vertreten war.

## Erfolge bei Weltmeisterschaften
Ähnlich wie bei Olympischen Spielen, ist der Österreichische Eiskunstlaufverband auch bei Weltmeisterschaften nach Russland und den USA die erfolgreichste Nation. Seit den ersten Weltmeisterschaften 1896 hat Österreich insgesamt 116 Medaillen gewonnen, wobei davon 36 in Gold, 46 in Silber und 34 in Bronze waren.
Erfolgreichste Österreichische Läuferinnen bei Weltmeisterschaften waren Herma Szabo mit fünf Goldmedaillen und Trixi Schuba mit zwei Gold- und zwei Silbermedaillen. Bei den Herren gewann Karl Schäfer sogar sieben Mal Gold, Willy Böckl vier Mal und Emmerich Danzer drei Mal. Die letzten Medaillen für den Österreichischen Eiskunstlaufverband gewann Claudia Kristofics-Binder mit zwei Bronzemedaillen bei den Weltmeisterschaften 1981 und 1982.